# Aurora (Illinois)
Aurora é uma cidade localizada no estado americano de Illinois, localizada nos condados de DuPage, Kane, Kendall e Will. Foi fundada em 1834, por Harold E. Styles, e incorporada como aldeia em 1845 e como cidade em 1857.
Com mais de 180 mil habitantes, de acordo com o censo nacional de 2020, é a segunda cidade mais populosa do estado e a 144ª mais populosa do país.

## Geografia
De acordo com o Departamento do Censo dos Estados Unidos, a cidade tem uma área de 119 km², dos quais 116,6 km² estão cobertos por terra e 2,4 km² (2,1%) por água.

## Demografia
Desde 1900, o crescimento populacional médio, a cada dez anos, é de 19,1%.

### Censo 2020
De acordo com o censo nacional de 2020, a sua população é de 180 542 habitantes e sua densidade populacional é de 1 548,3 hab/km². Houve um decréscimo populacional na última década de -8,8%, bem abaixo do estadual de -0,1%. Ainda assim, continua a ser a segunda cidade mais populosa de Illinois, atrás de Chicago, e a 144ª mais populosa dos Estados Unidos.
Possui 62 763 residências que resulta em uma densidade de 538,2 residências/km² e uma redução de -6,7% em relação ao censo anterior. Deste total, 4,2% das unidades habitacionais estão desocupadas. A média de ocupação é de 3,0 pessoas por residência.

### Censo 2010
Segundo o censo nacional de 2010, a sua população era de 197 899 habitantes, e sua densidade populacional de 1 700,2 hab/km². Possuía 67 273 residências que resultava em uma densidade de 578 residências/km².